# 刑事政策
刑事政策（けいじせいさく）とは、刑事法にまつわる諸政策、またはそれを論じる学問。より具体的には、犯罪の予防・対策などを、中心に立法や実務の動向を考慮した上で研究する。矯正政策、被害者学などもその範疇に含まれる。
かつては刑法の補助科学という位置づけであったが、犯罪現象が質的にも量的にも変化を見せている今日においては、ときにそれ以上の意義を持つ学問領域であるとされる。刑法が犯罪論を対象とするのに対し、刑事政策は刑罰論を対象とする。もっとも、日本においては、犯罪学・刑事政策学・刑事学という術語は、論者によって用語法が異なるため、厳密に定義することが困難である。
学問としての刑事政策は、かつて司法試験の法律選択科目として設けられていた。

## 関連文献
- 藤本哲也 『刑事政策概論〔全訂第5版〕』 青林書院、2006年。